# Anta (Sullana)
Anta (también conocido como Antañuelos) es un caserío peruano ubicado en el distrito de Lancones, perteneciente a la provincia de Sullana del departamento de Piura, al norte del Perú. 

## Ubicación
Anta se ubica al noreste de la provincia de Sullana, en el distrito de Lancones, en el departamento de Piura.

## Demografía
En 2017 Anta tenía una población de 43 habitantes.
| Gráfica de evolución demográfica de Anta entre 1993 y 2017 |
|                                                            |
| Fuentes: Población 1993 y 2017                             |